# Cerchio massimo

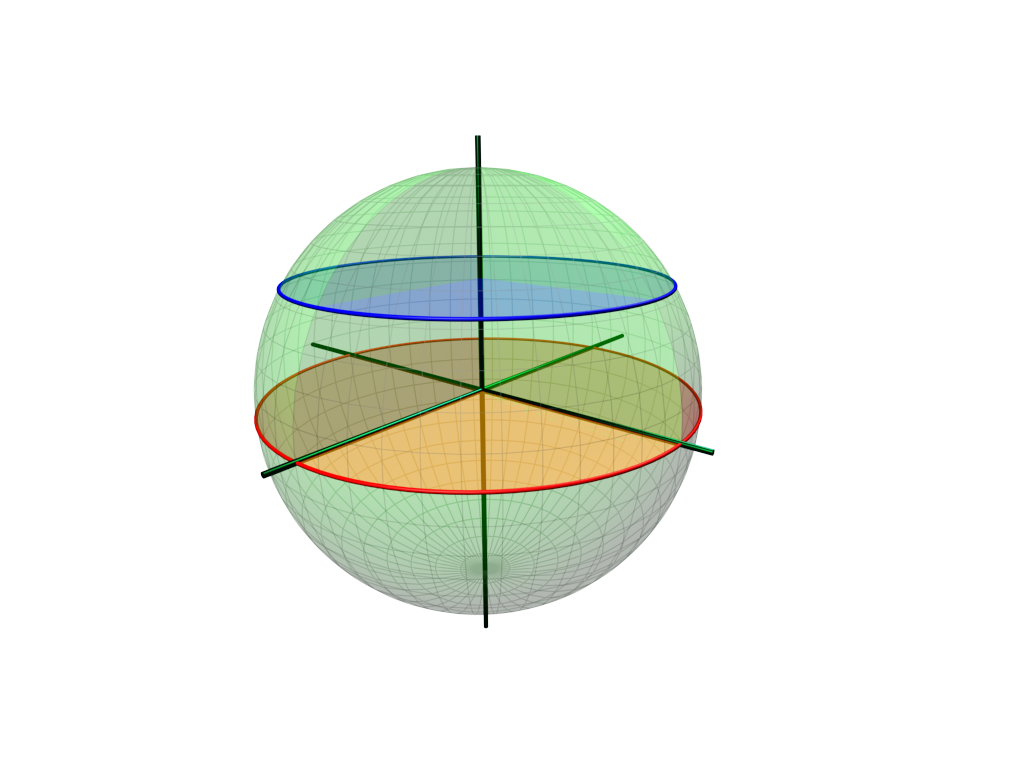
In rosso un cerchio massimo

Il termine cerchio massimo viene comunemente utilizzato sia per indicare il cerchio individuato dall'intersezione di una sfera con un piano che passa per il suo centro, sia per indicare il contorno di tale cerchio, ossia la più grande circonferenza che può essere disegnata sulla superficie della sfera stessa.
I cerchi massimi sono le geodetiche (gli equivalenti delle linee rette) delle sfere (vedi geometria sferica e geodesia).
Il cerchio massimo, su una superficie sferica, è il percorso con la minore curvatura. Perciò il percorso più breve tra due punti posti sulla sfera è un arco di cerchio massimo, determinato dall'intersezione fra la sfera ed il piano passante per i due punti ed il centro della sfera. La distanza tra due punti qualunque di una superficie sferica è conosciuta come distanza di cerchio massimo. Un esempio di questo può essere visto nei disegni delle rotte aeree intercontinentali: disegnate su una mappa piatta (come la proiezione di Mercatore) appaiono molto incurvate, perché si trovano su cerchi massimi. Una rotta che sembri una linea retta su una tale mappa sarebbe in realtà più lunga sulla sfera.
In geografia, se si assimila la Terra ad una sfera, tutti i meridiani  e l'equatore sono cerchi massimi. Gli altri paralleli (o linee di latitudine) non sono cerchi massimi, perché il piano che li crea non passa per il centro della terra e infatti sono più piccoli dell'equatore.
Esempi di cerchi massimi sulla sfera celeste includono l'orizzonte astronomico, l'equatore celeste e l'eclittica.
In navigazione il cerchio massimo viene anche chiamato "circolo massimo" e rappresenta l'ortodromia, ovvero la distanza più breve tra due punti della superficie terrestre.